# باشگاه فوتبال آیندهوون (۱۹۰۹)
باشگاه فوتبال آیندهوون (انگلیسی: FC Eindhoven) یک باشگاه فوتبال در آیندهوون، هلند است. این باشگاه که در سال ۱۹۰۹ تأسیس شده سابقه یک قهرمانی در لیگ برتر فوتبال هلند و جام حذفی فوتبال هلند را در کارنامه دارد.